# 真田幸光
真田 幸光（さなだ ゆきみつ、1957年（昭和32年）9月23日 - ）は、日本の国際金融経済学者。専門分野は韓国・台湾・中国・モンゴル・ベトナム・北朝鮮を中心とする東アジア地域経済と国際金融。愛知淑徳大学ビジネス学部・研究科教授。「BSフジLIVE プライムニュース」では韓国経済や国際金融経済をテーマにした回に度々出演している。

## 略歴
1957年（昭和32年）9月23日、東京都生まれ。東京教育大学附属小学校・中学校・高等学校卒業。1981年（昭和56年）、慶應義塾大学法学部政治学科卒業後、東京銀行（現・三菱UFJ銀行）へ入行。1995年（平成7年）、韓国の延世大学に留学。1997年（平成9年）5月〜11月、東京三菱銀行（現・三菱東京UFJ銀行）ソウル支店（主任支店長代理）。1997年（平成9年）12月〜1998年（平成10年）11月、独系ドレスナー銀行東京支店（企業融資部部長）。
1998年（平成10年）11月〜2000年（平成12年）3月、愛知淑徳大学ビジネス・コミュニケーション研究所助教授に就任。2000年（平成12年）4月〜2002年（平成14年）3月、愛知淑徳大学コミュニケーション学部助教授。2002年（平成14年）4月〜、愛知淑徳大学コミュニケーション学部、2004年（平成16年）4月より愛知淑徳大学ビジネス学部・研究科教授。2008年（平成20年）から2011年（平成23年）までキャリアセンター長、2012年（平成24年）から2015年（平成27年）までビジネス学部長、2013年（平成25年）からはビジネス研究科長を務めている。
社会基盤研究所、日本格付研究所、国際通貨研究所などの客員研究員。中小企業総合事業団中小企業国際化支援アドバイザー、日本国際経済学会、現代韓国朝鮮学会、東アジア経済経営学会、アジア経済研究所日韓フォーラムの会員を務める。韓国金融研修院外部講師。雑誌『現代コリア』・『中小企業事業団・海外投資ガイド』・『エコノミスト』、新聞『中部経済新聞』・『朝鮮日報』日本語版などに寄稿。日本・韓国・台湾・香港での講演活動など、グローバルに活躍。

## 人物
戦国武将の真田信之から数えて14代目の子孫になる。曾祖父の真田幸正（信濃松代藩最後の藩主・真田幸民の長男）が松代真田家第11代当主であり本家にあたる。次男だった祖父・真田幸尚の代より分家となった。そのため、子供の頃から「真田家の教え」や「伝統や伝承」を口伝で受け継いできたとされる。また、祖母は米沢上杉家第15代当主・上杉憲章の長女であり、厳しく躾られたという。なお、血統上は真田信之の血は引いておらず、伊達宗城（伊予宇和島藩第8代藩主、外国事務総督、大蔵卿）の男系子孫にあたる。
1997年（平成9年）のアジア通貨危機当時は、金融マンとしてソウルと東京で活躍した。2008年（平成20年）の韓国の通貨危機の際には、「米国のスワップだけでウォン売りは止まらない」といち早く見切ったと言われている。
2009年（平成21年）3月から2010年（平成22年）8月まで、情報サイト「感動！インキュベーター」で“真田幸光教授の「世相を斬る！」”というブログを掲載していた。
慶應義塾体育会野球部の出身で、三田倶楽部（野球部OB会）の理事を務めている。

## 著作

### 単著
- 『日本の国際化と韓国　対韓企業進出の手引き』人間の科学社、1988年6月。ISBN 978-4-8226-0079-2。
- 『アジアの国、日本　21世紀の「日本-アジア関係」構築に向けて』出版研、1991年8月。ISBN 978-4-87969-042-5。
- 『韓国』総合法令〈海外ビジネス事情シリーズ〉、1993年11月。ISBN 978-4-89346-294-7。
- 『世界の富の99 (きゅうじゅうきゅう) %はハプスブルク家と英国王室が握っている』宝島社〈宝島社新書 339〉、2012年3月。ISBN 978-4-7966-9670-8。
- 『ドル崩壊、アジア戦争も探る英国王室とハプスブルク家』宝島社〈宝島社新書 369〉、2012年12月。ISBN 978-4-8002-0479-0。
- 『世界の富の99%を動かす英国王室、その金庫番のユダヤ資本』宝島社〈宝島社新書 339〉、2016年8月。ISBN 978-4-8002-5806-9。

### 共著
- 東京銀行アジア・オセアニアグループ 編 編『最新アジア経済・金融用語事典』日本経済新聞出版社、1994年11月。ISBN 978-4-532-14329-9。
- 松本厚治 編著、服部民夫 編著 編『韓国経済の解剖　先進国移行論は正しかったのか』文真堂、2001年7月。ISBN 978-4-8309-4388-1。
- 田村秀男、真田幸光、野副伸一、石川幸一、小林煕直 共著『世界金融危機とアジア（担当範囲「アジアは金融危機をどう乗り切るか」）』亜細亜大学アジア研究所〈アジア研究所叢書 24〉、2010年2月。ISBN 978-4-900521-24-7。 - 亜細亜大学アジア研究所が開催した公開講座内容。
- 西澤正樹、野副伸一、藤原弘、真田幸光、山本忠士 共著『延辺朝鮮族自治州の社会・経済の変容と適応（担当範囲「国際金融からみる延辺朝鮮族自治州経済」）』亜細亜大学アジア研究所〈アジア研究所・アジア研究シリーズ no.77〉、2011年3月。ISSN 13455060。 - 注記：平成20・21年度研究プロジェクト「延辺朝鮮族自治州の社会・経済の変容と適応」。
- 西澤正樹、東善明、尾坪玉淑、西澤正樹、 呉淑儀サリー、藤原弘、真田幸光、野副伸一 共著『北東アジアの経済・社会の変容と日本（担当範囲「北東アジアの国際政治情勢と日本」）』亜細亜大学アジア研究所〈アジア研究所・アジア研究シリーズ no.81〉、2013年3月。ISSN 13455060。 - 注記：平成22・23年度研究プロジェクト「北東アジアの経済・社会の変容と日本」。
- 西澤正樹、東善明、尾坪玉淑、西澤正樹、呉淑儀サリー、藤原弘、真田幸光、野副伸一 共著『北東アジアの経済・社会の変容と日本 2（担当範囲「現行の国際政治情勢」）』亜細亜大学アジア研究所〈アジア研究所・アジア研究シリーズ no.86〉、2015年3月。ISSN 13455060。 - 注記：平成24・25年度研究プロジェクト「北東アジアの経済・社会の変容と日本2」。
- 西澤正樹、真田幸光、宋成華、須賀努、ネメフジャルガル、郭艶芹、パリーダ・バイムハット、アハマド・ニアズ 共著『北東アジアの経済・社会の変容と日本 3（担当範囲「地政学的視点から見た北東アジアの国際情勢」）』亜細亜大学アジア研究所〈アジア研究所・アジア研究シリーズ no.92〉、2017年3月。ISSN 13455060。 - 注記：平成26・27年度研究プロジェクト「北東アジアの経済・社会の変容と日本3」。
- 西澤正樹、藤井喜一郎、宋成華、須賀努、真田幸光 共著『北東アジアの経済・社会の変容と日本 4（担当範囲「ユーラシアの国際政治情勢」）』亜細亜大学アジア研究所〈アジア研究所・アジア研究シリーズ no.99〉、2019年3月。ISSN 13455060。 - 注記：平成28・29年度研究プロジェクト「北東アジアの経済・社会の変容と日本4」。
- 『現代陰謀事典（担当範囲「第1章 金融における陰謀とは何か？真田幸光氏（愛知淑徳大学ビジネス・コミュニケーション学部教授）に聞く！戦後日本はどのようにアメリカに牛耳られてきたのでしょうか？日本を“ものづくり奴隷大国”にして支配したアメリカ」』鈴木宣弘, 真田幸光, 深田萌絵, 武田邦彦, 井上正康:共著（宝島社、2023年）[12]
  - 『日本を危機に陥れる陰謀の正体』鈴木宣弘, 真田幸光、深田萌絵、池田清彦、谷本真由美、笹原和俊:共著（宝島SUGOI文庫、2024年）『現代陰謀事典』と『世界のニュースに隠された大嘘を見破る方法』を合本し、加筆、改訂、改題したもの[13]

### 編著
- 『早わかり韓国　文化が見える・社会が読める』日本実業出版社、2002年5月。ISBN 978-4-534-03395-6。

### デジタル資料
- 「企業金融の形態」『ビジネスとコミュニケーション』第1巻、愛知淑徳大学ビジネスコミュニケーション学会、2001年3月25日、32-35頁。
- 「最新中国事情」『アジア研究所所報』第113巻、亜細亜大学アジア研究所、2004年、8-11頁。
- 「大学・地域活性化への提言(特集 : 大学・地域活性化のための仕掛け論)」『CUC view & vision』第19巻、千葉商科大学経済研究所、2005年3月、21-24頁、NAID 110004718453 NCID AN10575276。
- 「北東アジア地域の共同発展の可能性を体感する」『アジア研究所所報』第137巻、亜細亜大学アジア研究所、2010年、8-9頁。
- 「経済研究所講演会講演録 第38回 東アジアにおけるビジネス環境と日本の中小企業」『経済研究所所報』第15巻、駿河台大学経済研究所、2011年、41-79頁、NCID AA11286997。
- 「講演　発展する中国と日本のあり方 (第23回大学・企業技術交流会/フロンティア技術検討会)」『室蘭工業大学地域共同研究開発センター研究報告』第22巻、室蘭工業大学地域共同研究開発センター、2011年12月、25-29頁。
- 「「ウルムチの潜在力」」『アジア研究所所報』第146巻、亜細亜大学アジア研究所、2012年、6-7頁。
- 鈴置高史; 真田幸光 (2012年6月12日). “「円も人民元圏に吸いこまれる」
特別編：円と元の直接取引の影響について、真田幸光・愛知淑徳大学教授に聞く”.   日経ビジネスオンライン. 2012年6月16日時点のオリジナルよりアーカイブ。2019年11月9日閲覧。
- 鈴置高史; 真田幸光 (2012年10月18日). “韓国への制裁は「スワップ」より「貿易」が効く
真田幸光教授と激動のアジアを「金融」から読み解く（上）”.   日経ビジネスオンライン. 2012年10月20日時点のオリジナルよりアーカイブ。2019年11月9日閲覧。
- 鈴置高史; 真田幸光 (2012年10月19日). “日韓、スワップの切れ目が縁の切れ目
真田幸光教授と激動のアジアを「金融」から読み解く（下）”.   日経ビジネスオンライン. 2012年10月20日時点のオリジナルよりアーカイブ。2019年11月9日閲覧。
- 鈴置高史; 真田幸光 (2012年12月13日). “通貨の命綱を中国に託した韓国
「金融でも始まった離米従中」を真田幸光教授と読む”.   日経ビジネスオンライン. 2012年12月18日時点のオリジナルよりアーカイブ。2019年11月9日閲覧。
- 鈴置高史; 真田幸光 (2015年3月5日). “「人民元圏で生きる決意」を固めた韓国
「日韓スワップ終了」を真田幸光教授と考える”.   日経ビジネスオンライン. 2015年3月4日時点のオリジナルよりアーカイブ。2019年11月9日閲覧。
- 鈴置高史; 真田幸光 (2015年3月30日). “「AIIB」で中国陣営に飛び込んだ韓国
中国の挑戦に揺らぐ国際秩序を真田幸光教授に聞く”.   日経ビジネスオンライン. 2015年3月30日時点のオリジナルよりアーカイブ。2019年11月9日閲覧。
- 真田幸光 (2016年6月26日). “「真田丸」14代目は大学で情報戦を学生に教え込む”. 日刊工業新聞 (日刊工業新聞社) 2019年11月17日閲覧。
- 鈴置高史; 真田幸光 (2016年9月15日). “米国は「日韓スワップ」を許すか
「通貨の戦い」を真田幸光教授と読む（1）”.   日経ビジネスオンライン. 2016年9月14日時点のオリジナルよりアーカイブ。2019年11月9日閲覧。
- 鈴置高史; 真田幸光 (2016年9月16日). “またも、スワップで日中を天秤にかける韓国
「通貨の戦い」を真田幸光教授と読む（2）”.   日経ビジネスオンライン. 2016年9月15日時点のオリジナルよりアーカイブ。2019年11月9日閲覧。
- 鈴置高史; 真田幸光 (2017年1月16日). “「百害あって一利なし」の日韓スワップ
真田幸光教授に「慰安婦像への対抗措置」を聞く（1）”.   日経ビジネスオンライン. 2017年1月15日時点のオリジナルよりアーカイブ。2019年11月9日閲覧。
- 鈴置高史; 真田幸光 (2017年1月17日). “「中国側に寝返る韓国」にスワップは追い銭
真田幸光教授に「慰安婦像への対抗措置」を聞く（2）”.   日経ビジネスオンライン. 2017年1月16日時点のオリジナルよりアーカイブ。2019年11月9日閲覧。
- 鈴置高史; 真田幸光 (2017年10月30日). “米中ロがうごめく「金正恩後の北朝鮮」分割案
真田幸光教授と「金融」を通してアジアの火薬庫を読む（1）”.   日経ビジネスオンライン. 2017年10月31日時点のオリジナルよりアーカイブ。2019年11月9日閲覧。
- 鈴置高史; 真田幸光 (2017年11月1日). “米国はいつ「韓国放棄カード」を切るのか
真田幸光教授と「金融」を通してアジアの火薬庫を読む（2）”.   日経ビジネスオンライン. 2017年11月1日時点のオリジナルよりアーカイブ。2019年11月9日閲覧。
- 真田幸光（愛知淑徳大教授） (2018年10月10日). “現地調査で感じたケニア市場の可能性　日本企業が進出するならこの都市”.   PHP研究所. 2019年11月9日閲覧。
- 真田幸光（愛知淑徳大教授） (2018年10月11日). “ケニアの子が全員「習近平」を知っている？ 現地で見た中国企業の攻勢と日本企業の奮闘”.   PHP研究所. 2019年11月9日閲覧。
- 真田幸光（愛知淑徳大教授/真田信之末裔） (2018年10月19日). “真田信之の末裔に今も伝わる「真田家の家訓」と「伝統のクルミ」”.   PHP研究所. 2019年11月9日閲覧。
- 真田幸光（真田信之末裔）,上杉邦憲（上杉家17代当主） (2019年5月25日). “現代に生きる真田信之の末裔　厳しかった「上杉家出身」の祖母の“思い出””.   PHP研究所. 2019年11月9日閲覧。
- 真田幸光（真田信之末裔、愛知淑徳大学教授） (2019年6月3日). “「戦国武将・真田家の末裔」で「国際金融論の専門家」が大切にする”先祖の教え””.   PHP研究所. 2019年11月9日閲覧。

## テレビ出演
- 真田 幸光（金融アナリスト） (1998年1月12日). “成長神話はなぜ崩壊したか〜韓国経済危機の構図〜”.   NHK「クローズアップ現代」No.862. 2019年11月17日閲覧。
- 真田 幸光（愛知淑徳大学助教授） (1999年7月22日). “中国ノンバンク破たんの衝撃〜ずさんな融資の実態〜”.   NHK「クローズアップ現代」No.1124. 2019年11月17日閲覧。
- 真田 幸光（愛知淑徳大学ビジネス学部教授） (2006年10月30日). “シリーズ　雇用　“いざなぎ超え”とはいうけれど　　第１回　新卒採用ラッシュの陰で”.   NHK「クローズアップ現代」No.2317. 2019年11月17日閲覧。